# Endlicheria pyriformis
Endlicheria pyriformis är en lagerväxtart som först beskrevs av Christian Gottfried Daniel Nees von Esenbeck, och fick sitt nu gällande namn av Carl Christian Mez. Endlicheria pyriformis ingår i släktet Endlicheria och familjen lagerväxter. Inga underarter finns listade i Catalogue of Life.